# Zevio
Zevio is een gemeente in de Italiaanse provincie Verona (regio Veneto) en telt 14.932 inwoners (01-08-2014). De oppervlakte bedraagt 55,0 km2, de bevolkingsdichtheid is 237 inwoners per km2.
De volgende frazioni maken deel uit van de gemeente: Bosco, Campagnola, Perzacco, Santa Maria, Volon.

## Demografie
Zevio telt ongeveer 4800 huishoudens. Het aantal inwoners steeg in de periode 1991-2001 met 18,4% volgens cijfers uit de tienjaarlijkse volkstellingen van ISTAT.
| Jaar | Inwoneraantal |
| ---- | ------------- |
| 1991 | 10.168        |
| 2001 | 12.035        |

## Geografie
De gemeente ligt op ongeveer 31 m boven zeeniveau.
Zevio grenst aan de volgende gemeenten: Belfiore, Caldiero, Oppeano, Palù, Ronco all'Adige, San Giovanni Lupatoto, San Martino Buon Albergo.

## Geboren in Zevio
- Altichiero (ca. 1330 – ca. 1390), kunstschilder